# Страхиня Павлович
Страхиня Павлович (на сръбски: Страхиња Павловић; на сърбохърватски: Dejan Maksič). Сръбски футболист, роден на 24 май 2001 г. в Шабац, СФР Югославия. Играе на поста централен защитник. Състезател на италианския Милан и националния отбор на Сърбия.

## Успехи

### Партизан
- Купа на Сърбия (1): 2018/19